# Море Новое
Мо́ре Но́вое (лат. Mare Novum) — небольшое лунное море, расположенное на краю видимого диска Луны, на дне кратера Жолио. Название этого моря ныне неофициально (не входит в современную номенклатуру лунных объектов, утверджённую Международным астрономическим союзом).

## Название
Впервые Море Новое появилось под № 1301—1304 в каталоге Юлиуса Франца «Die Randlandschaften des Mondes», изданном в 1913 году.
Море Новое под № 140a было включено в первую официальную номенклатуру объектов на поверхности Луны Международного астрономического союза, изданную Мэри Блэгг и Карлом Мюллером в 1935 году.
В 1959 году область Моря Нового сфотографировала «Луна-3». В 1960 году на основе этих снимков ЦНИИГАиК и ГАИШ составили карту, где это море было названо «Жолио-Кюри». В том же году комиссия АН СССР опубликовала для этого названия латинский вариант Jolio-Curie. В 1961 году Международный астрономический союз утвердил название в виде Joliot Curie, хотя некоторые учёные подозревали его идентичность с Морем Новым. Позже выяснилось, что оно лежит на дне большого кратера, и в 1964 году по предложению Дэвида Артура название «Жолио-Кюри» было перенесено на этот кратер, а название «Море Новое» было убрано с карты. В 1970 году кратер был переименован в Жолио.